# チョウゲンボウ

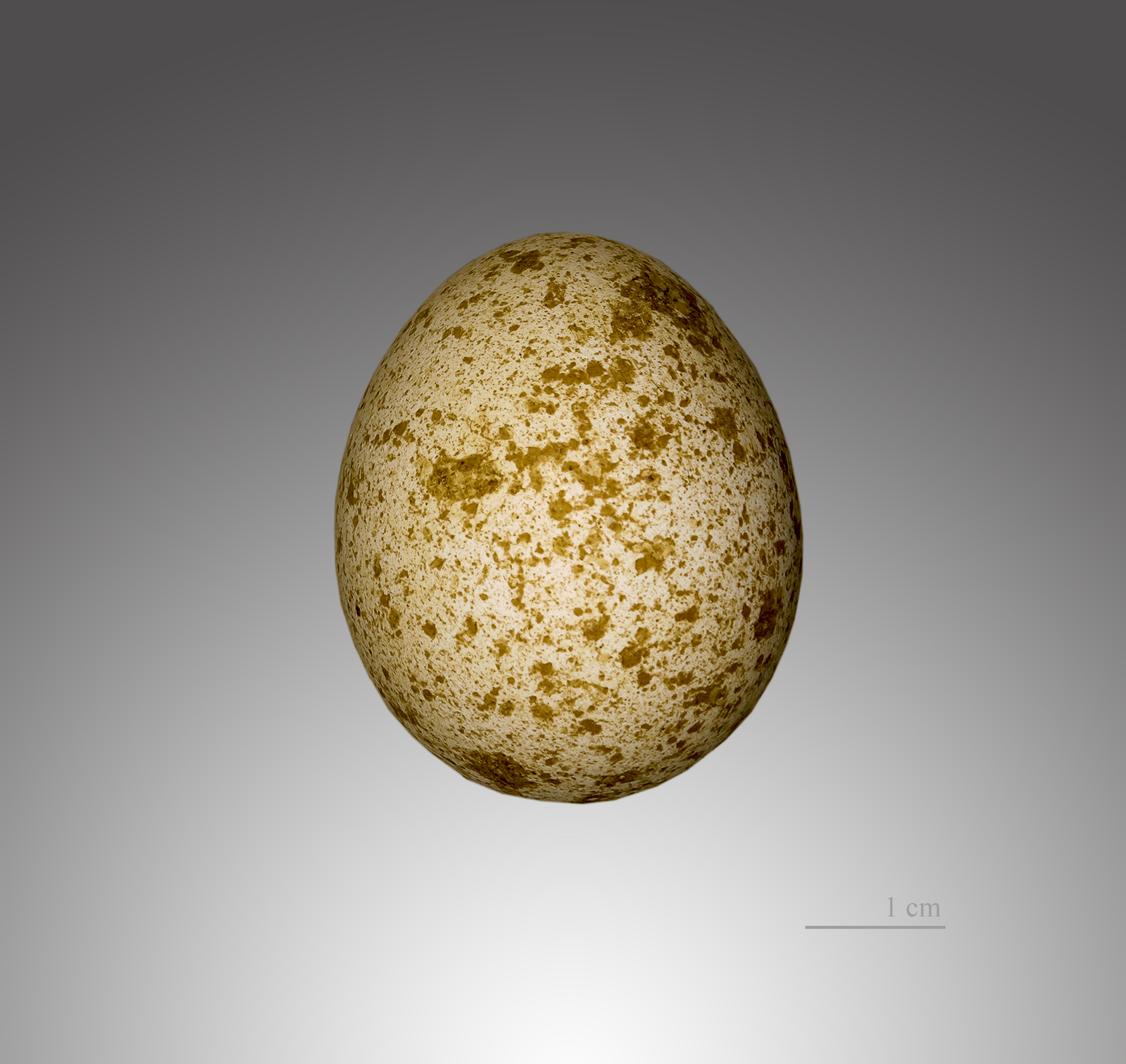
Falco tinnunculus

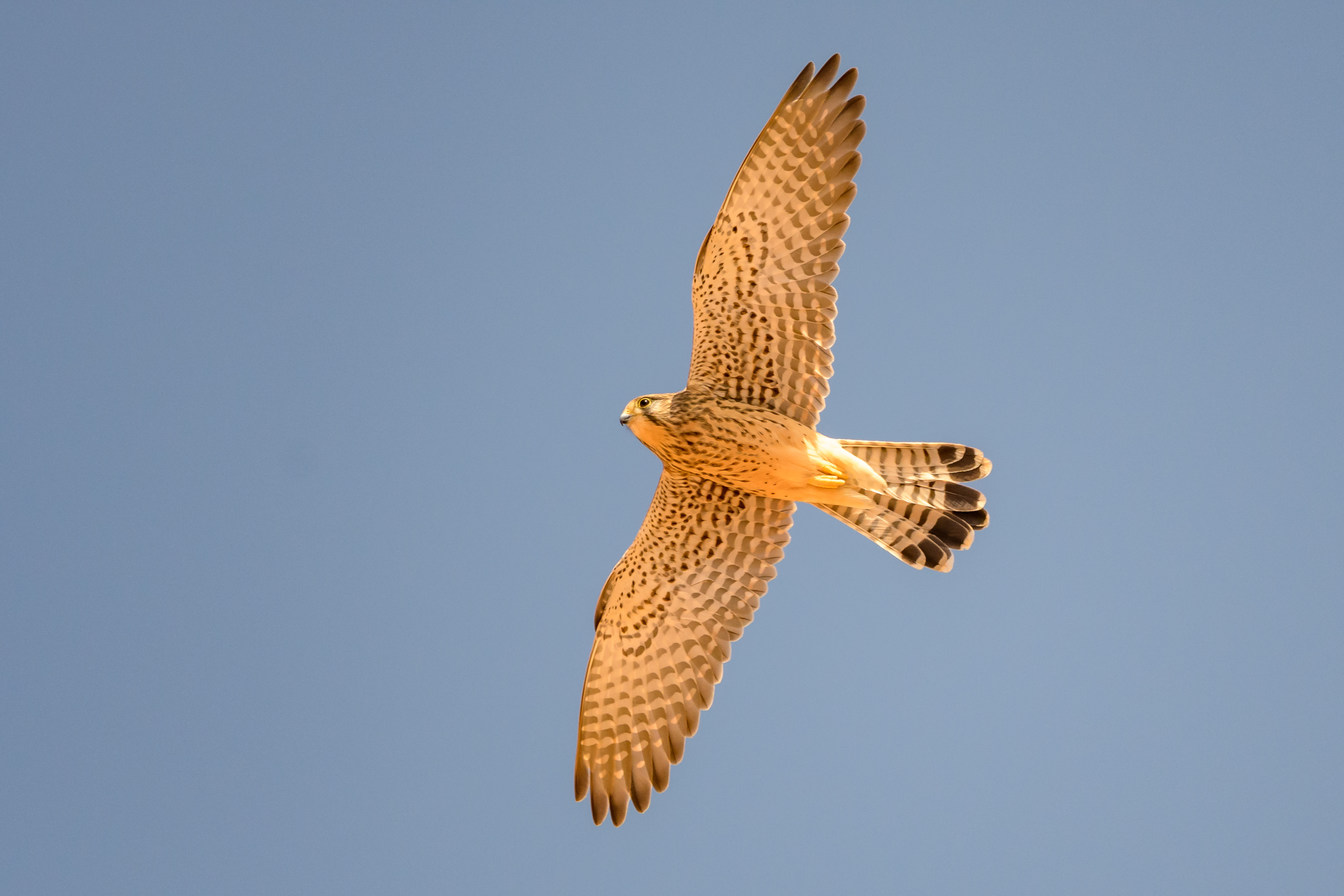

チョウゲンボウ（長元坊、学名：Falco tinnunculus）は、鳥綱ハヤブサ目ハヤブサ科に分類される鳥の一種。

## 名称
語源は不明だが、吉田金彦は、蜻蛉（トンボ）の方言の一つである「ゲンザンボー」が由来ではないかと提唱している。チョウゲンボウが滑空している姿は、下から見るとトンボが飛んでいる姿を彷彿とさせることがあると言われ、それゆえ、「鳥ゲンザンボー」と呼ばれるようになり、いつしかそれが「チョウゲンボウ」という呼称になったと考えられている。
学名の「Falco tinnunculus」はラテン語でFalcoが「鎌」に由来し、tinnunculusが「チンチンと鳴く」を意味する。

## 分布
ユーラシア大陸とアフリカ大陸に広く分布する。寒冷地で繁殖した個体は、冬季に南方へ渡り越冬する。鷹狩に使われることもあるという。
日本では、夏季に本州の北部から中部で繁殖する。北海道や四国、九州でも夏季に観察されたことがあり、繁殖している可能性もある。冬季は繁殖地に残る個体と暖地に移動する個体に分かれる。また、日本全国各地に冬鳥として渡来する。

## 形態
全長はオスが約33cm、メスは約39cm。翼を広げると 65 - 80cm になる。体重は雄が150g、雌が190g程度である。羽毛は赤褐色で黒斑がある。雄の頭と尾は青灰色。雌は褐色で翼の先が尖っている。ハヤブサ科の中では最も尾が長い。

## 鳴き声
「キィキィキィキィ」と聞こえる声で鳴く。

## 生態
農耕地、原野、川原、干拓地、丘陵地帯、山林など低地、低山帯から高山帯までの広い範囲に生息する。単独かつがいで生活する。立ち枯れ木の洞に巣をつくる。
齧歯類や小型の鳥類、昆虫、ミミズ、カエルなどを捕食する。空中の一点に停まるホバリングを行った後、体を斜めにしながら急降下して地上で獲物を捕らえることが多いのが特徴。ハヤブサ類だが、飛翔速度は速くない。
その視力は紫外線を識別することが可能で、この能力は主食である齧歯類の尿が反射する紫外線を捕捉し、捕食を容易にさせていると推測されている。ハヤブサと異なり、捕らえた獲物は周囲が安全ならばその場で食べる。
日本では4 - 5月に断崖の横穴や岩棚、樹洞などに小枝を作って営巣するか直接卵を産む。カラス類の古巣を流用することもある。1度に3 - 9個の卵を産み、28 - 31日で雛がかえる。主に雌が抱卵する。雛は27 - 32日で巣立つが、親から独立するにはさらに1ヶ月以上かかる。1年で成熟する。
天敵は大型猛禽類、肉食動物等。

## 人間との関わり
近年、市街地でもよく見かけるようになった。これは、獲物となる小鳥類が豊富なこと、天敵が少ないこと、ビルなどの構築物がねぐらや繁殖場である断崖の代わりになっていることなどが理由とされている。
長野県中野市の十三崖（じゅうさんがけ）ではチョウゲンボウが集団繁殖しており、「十三崖のチョウゲンボウ繁殖地」として国の天然記念物に指定されている。十三崖の営巣数は1950年には20であったが、巣穴への草木の繁茂、エサのハタネズミの減少、崖に棲みついたハヤブサの影響などにより減少し、2013年・2014年には初めてゼロとなった。2015年・2016年の巣穴数は3となっている。営巣数回復のため中野市は2017年度から新規の巣穴の掘削や既存の巣穴に繁茂した草木の除去など整備計画を実施する。